# くノ一魔宝伝
『くノ一魔宝伝』（くのいちまほうでん）は、作画：山口譲司、シナリオ：相葉部門による日本の漫画作品。
2008年12号から2010年14号まで『ビジネスジャンプ』（集英社）にて連載された。単行本は同社ヤングジャンプコミックスより全6巻。
時代構成は江戸時代初期の第3代将軍・徳川家光の時代。主人公は豊臣秀吉の時代に影として仕えた万魔衆のくのいちである詩音。万魔衆は豊臣家再興の軍資金の一部である100万両の金守であり、その100万両のありかを記した『忍宝帖』を巡り、万魔の頭領一族が襲撃され、一家皆殺しの中で詩音1人が生き残った。詩音は復讐を胸に秘め、6忍の仲間を探す旅に出て物語が展開してゆく。

## 主な登場人物
詩音（しおん）
主人公。万魔の頭領の娘で忍法帖の秘密が託された7忍の1人。強敵に追われつつも仲間を探す旅を続ける。
ミネ
万魔の里で詩音と生活を共にした少女。最初は追っ手として登場していたが、最終的には詩音を守るために万魔の里と対立する道を選び、仲間を殺害。詩音の旅に同行する妹分となる。
花瑠羅（かるら）
詩音の父の石州斎亡き後、万魔の里を継いだ新たな頭領。伊賀服部と手を組み詩音の命を狙う。
筧十兵衛（かけい じゅうべえ）
詩音の足跡を密かに追う謎の剣豪。

## 単行本
- 山口譲司：作画・相葉部門：シナリオ 『くノ一魔宝伝』 集英社〈ヤングジャンプ・コミックス・BJ〉、全6巻
  1. 2008年11月09日発行、2008年11月04日発売 ISBN 978-4-08-877533-3
  2. 2009年04月22日発行、2009年04月17日発売 ISBN 978-4-08-877633-0
  3. 2009年08月24日発行、2009年08月19日発売 ISBN 978-4-08-877709-2
  4. 2009年12月23日発行、2009年12月18日発売 ISBN 978-4-08-877778-8
  5. 2010年04月24日発行、2010年04月19日発売 ISBN 978-4-08-877843-3
  6. 2010年08月19日発売 ISBN 978-4-08-879023-7